# Station Bydgoszcz Łęgnowo
Station Bydgoszcz Łegnowo is een spoorwegstation in de Poolse plaats Bydgoszcz.